# Médiavision
Pour les articles homonymes, voir Media Vision.
 (mai 2014).
Médiavision (Médiavision et Jean Mineur) est une régie publicitaire créée en 1971 regroupant la société créée par Jean Mineur en 1951, le groupe Havas et le groupe Publicis, qui propose aux annonceurs des espaces publicitaires sur les écrans de cinéma des grands circuits de distribution de films. 2 000 salles de cinéma françaises utilisent ses services.
Médiavision a lancé les « Mineurs d'Or », prix décernés par le public du cinéma et récompensant les meilleures annonces publicitaires. 
Médiavision a 84% de part de marché en salle
- La société est une filiale[1] :
  - à 52 % de BDC, détenu par Benjamin Badinter
  - à 38 % du groupe Jean Mineur
  - à 10 % de Publicis Groupe

## Communication

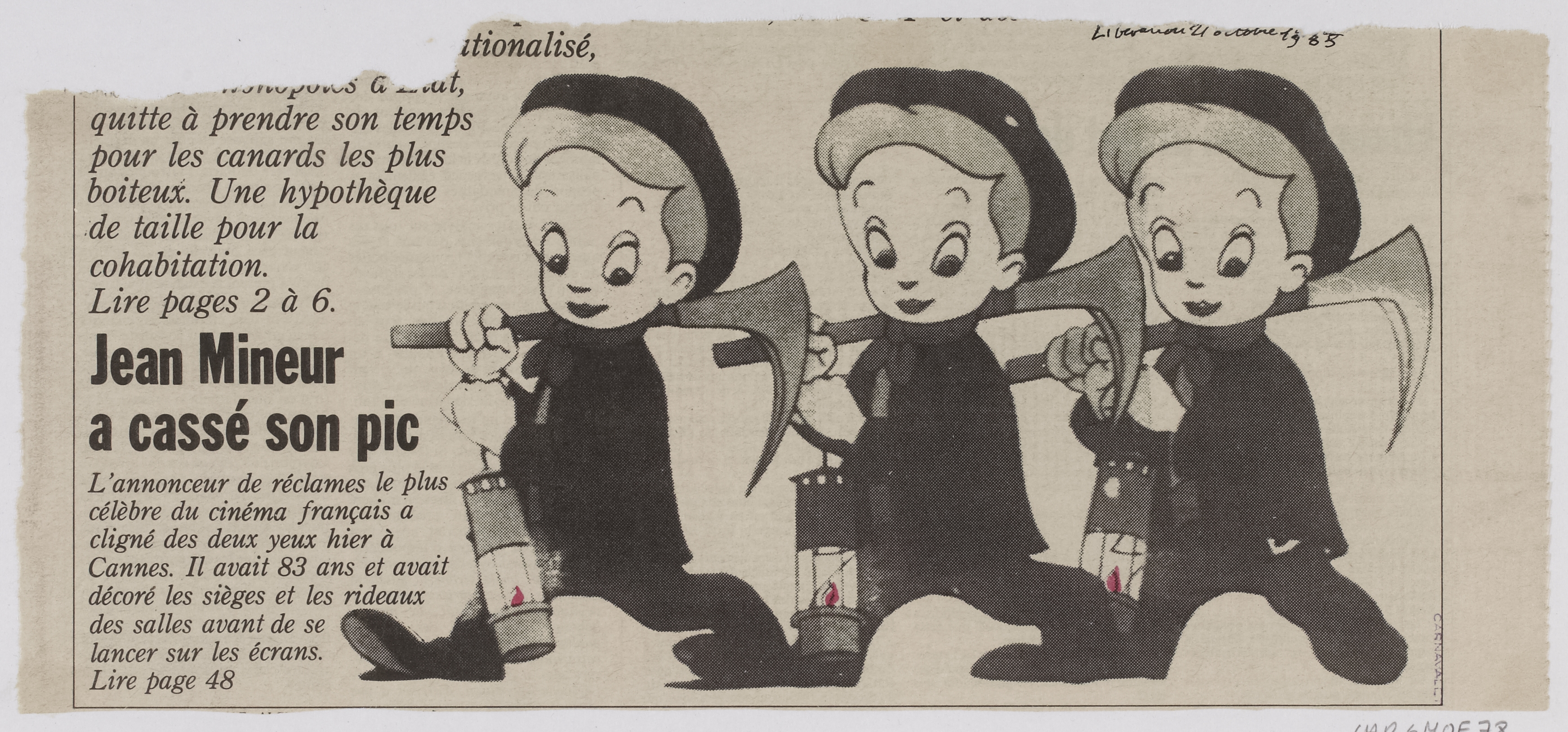
Représentation des Petits mineurs au XXe siècle.

Dotée à sa création du numéro de téléphone Balzac 0001, l'entreprise a continué à communiquer sur la simplicité de son numéro de téléphone. Ainsi, encore aujourd'hui, les quatre derniers chiffres de son numéro de téléphone sont 00 01. Le nom de son créateur est également un moyen de communication efficace car le logotype de la société est justement un mineur.
À partir de 1951, Médiavision produit ses propres réclames avec le personnage du « Petit Mineur » créé par Albert Champeaux inspiré d'un dessin de Lucien Jonas. Lançant son pic dans une cible au son d'un indicatif composé par René Cloërec. Le décor et le personnage du Petit Mineur font explicitement référence au nom de Jean Mineur et à l'univers de son enfance : le Nord minier de la France.